# Geometria senza punti
Sotto il nome di geometria senza punti, in inglese point-free geometry, vengono indicate ricerche tendenti a fondare la geometria assumendo come nozione primitiva quella di regione per poi giungere a definire quella di punto. Per pervenire a tale definizione viene proposta una formalizzazione del processo di astrazione che conduce dalle regioni agli enti geometrici astratti.  
Una delle origini della geometria senza punti risale all'apparizione di due libri di Alfred North Whitehead (1919, 1920), in cui è assunta come primitiva la relazione di inclusione tra regioni. Per meglio dire non viene analizzata l'idea regione ma la nozione di evento e di estensione di un evento sull'altro in uno spazio di dimensione quattro. Per una introduzione alla teoria di Whitehead si veda Kneebone (1963), capitolo 13.5, e Lucas (2000), capitolo 10. Successivamente, in Process and Reality, in risposta a varie critiche, Whitehead propose un diverso approccio basato non più sull'inclusione ma sulla relazione topologica di connessione tra regioni. Con tale termine si intende il sovrapporsi o lo stare in contatto di due regioni. Gli scopi di Whitehead in tali scritti erano di carattere filosofico piuttosto che scientifico o matematico. Tuttavia le sue idee furono successivamente formalizzate allo scopo di individuare una base rigorosa per la geometria senza punti. Quasi contemporaneamente, nell'ambito della scuola polacca della "mereologia", nel 1927  il famoso matematico A. Tarski propone il primo lavoro di carattere matematico, lavoro basato sulle nozioni primitive di regione e di cerchio. Una volta definita la relazione di concentricità, che risulta essere una relazione di equivalenza, definisce un punto come una classe completa di equivalenza di cerchi concentrici (si veda in Tarski (1929)). 

## Geometria senza punti basata sulla relazione di inclusione
Nel seguito elenchiamo assiomi implicitamente suggeriti nei primi due volumi Whitehead come sono stati rielaborati nel lavoro di Gerla e Miranda (2008). Tali lavori hanno carattere mereologico coinvolgendo la sola nozione primitiva di inclusione, denotata con "≤". 
- L'inclusione è una relazione d'ordine

G1. {\displaystyle x\leq x.}
G2. {\displaystyle (x\leq z\land z\leq y)\rightarrow x\leq y.}
G3. {\displaystyle (x\leq y\land y\leq x)\rightarrow x=y.}
- Date due regioni, esiste una regione che le contiene entrambe

G4. {\displaystyle \exists z[x\leq z\land y\leq z].}
- L'ordine è denso

G5. {\displaystyle x<y\rightarrow \exists z[x<z<y].}
- Non esistono atomi e non esiste una regione universale

G6. {\displaystyle \exists yz[y<x\land x<z].}
- Principio delle parti proprie.

G7. {\displaystyle \forall z[z<x\rightarrow z<y]\rightarrow x\leq y.}
Chiameremo spazio di inclusione un modello di G1–G7. Sistemi di assiomi simili sono stati proposti in Simons's (1987 - 83). Un aspetto fondamentale della proposta di Whitehead è la possibilità di formalizzare il processo di astrazione che conduce all'idea di punto. In proposito si suggerisce A.C. Varzi (2021).
Definizione: Dato uno spazio di inclusione, una classe astrattiva è una classe totalmente ordinata G di regioni tale che nessuna regione è contenuta in tutte le regioni in G. Una opportuna relazione di equivalenza permette di identificare classi astrattive e di giungere alla nozione di elemento geometrico astratto con un passaggio a quoziente. 
Intuitivamente una classe astrattiva definisce un ente geometrico la cui dimensione è minore di quello dello spazio in cui ci si muove.  Un opportuno ordinamento tra gli enti geometrici permette di definire i punti come ente geometrico che non ha parti.

## Geometria senza punti basata sulla relazione di connessione
Nel suo libro del 1929 Process and Reality, Whitehead propose un approccio differente ispirato da De Laguna (1922) in cui viene assunta come primitiva la nozione topologica di "contatto" tra due regioni. Come mostrato in Gerla and Miranda (2008), tale passaggio si rende necessario per una più adeguata definizione di ente geometrico .
Una formalizzazione di tale teoria è la seguente (si veda anche Clarke (1981)) dove con la lettera C viene denota la relazione binaria di connessione.
- C è riflessiva

C1. {\displaystyle \ Cxx.}
- C è simmetrica

C2. {\displaystyle Cxy\rightarrow Cyx.}
- C è estensionale

C3. {\displaystyle \forall z[Czx\leftrightarrow Czy]\rightarrow x=y.}
La relazione di inclusione viene definita ponendo x≤y se e solo se ∀z[Czx→Czy]. 
- Ogni regione ha una parte propria e quindi non esistono atomi.

C4. {\displaystyle \exists y[y<x].}
- Date due regioni esiste una regione che si connette ad entrambe

C5. {\displaystyle \exists z[Czx\land Czy].}
- Ogni regione ha due sottoregioni non connesse tra loro

C6. {\displaystyle \exists yz[(y\leq x)\land (z\leq x)\land \neg Cyz].}
Ogni modello di tale sistema di assiomi viene chiamato uno spazio di connessione.
Differentemente dalla teoria degli spazi di inclusione, tale teoria permette di definire l'inclusione "non-tangenziale".